# 6220 Stepanmakarov
A 6220 Stepanmakarov (ideiglenes jelöléssel 1978 SN7) a Naprendszer kisbolygóövében található aszteroida. Ljudmila Vasziljevna Zsuravljova fedezte fel 1978. szeptember 26-án.
Nevét az orosz Sztyepan Oszipovics Makarov admirálisról, oceanográfusról, sarkkuktatóról és katonai szakíróról kapta.